# Barri de Sant Esteve (Tolosa)
El barri de Sant Esteve és un ric barri de Tolosa, situat al centre històric, al sud-est de la Plaça de l'Esquirol.

En aquest magnífic barri burgès hi ha boniques cases velles construïdes per l'aristocràcia i pels artesans del teixit. S'hi pot trobar també botigues de luxe, antiquaris i tallers de restauració.

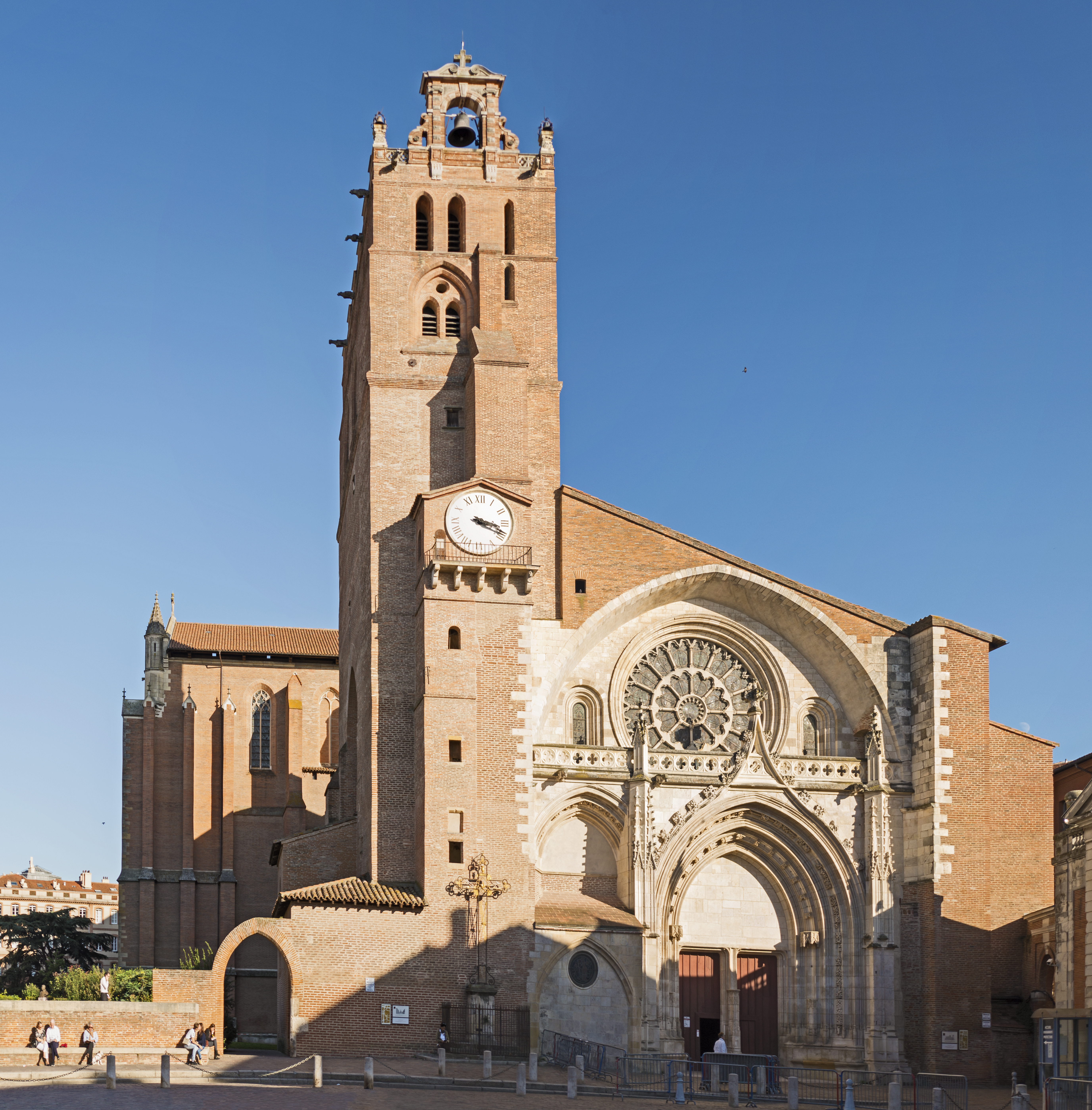
La catedral de St. Esteve

L'edifici civil més destacat d'aquest barri és l'Hôtel d'Ulmo (situat al carrer Ninau, 15), construït entre el 1526 i el 1536 a partir d'una casa fortificada del segle xv.
Aquest barri s'aplega al voltant de la catedral de Sant Esteve i la seva plaça, on hi ha la font pública monumental més antiga de la ciutat, el Grifol (Griffoul en francès), que significa en occità deu d'aigua. Aquesta font data dels anys 1546-1548.
El barri de Sant Esteve era un dels vuit capitolats de la Tolosa medieval; el color que representava el barri era el violeta.